# Mathias Jensen
Mathias Jensen (Jerslev, 1 januari 1996) is een Deens profvoetballer die doorgaans als middenvelder speelt. Hij verruilde Celta de Vigo in juli 2019 voor Brentford. Jensen debuteerde in 2020 in het Deens voetbalelftal.

## Clubcarrière

### FC Nordsjælland
Jensen speelde in de jeugd voor Hvidebæk IF en Kalundborg GB voor hij in 2011 werd opgenomen in de jeugdopleiding van FC Nordsjælland. Hier debuteerde op 20 september 2015 in het eerste elftal, tijdens een met 0–1 gewonnen wedstrijd in de Superligaen uit bij FC Midtjylland. Hij mocht dat seizoen vijf keer spelen en maakte op 1 juni 2016 zijn eerste profdoelpunt, tegen Randers FC (2–2). Jensen was het volgende seizoen een volwaardig selectielid en werd in 2017/18 een vaste basisspeler.

### Celta de Vigo
Jensen verruilde FC Nordsjælland in augustus 2018 voor Celta de Vigo. Hij kampte op het moment dat hij tekende al met een liesblessure, waardoor hij tot oktober moest wachten op zijn debuut. Een week na zijn eerste wedstrijd liep hij een hamstringblessure op die hem weer ruim drie maanden kostte. Het lukte hem daarna niet meer om de Spaanse club te overtuigen. 

### Brentford
Jensen verhuisde daarom na een klein jaar naar Engeland, waar hij voor Brentford ging spelen. Jensen slaagde er bij Brentford wel weer in om zichzelf in de basis te spelen. Zijn ploeggenoten en hij eindigden in zijn eerste twee jaar twee keer als derde in de Championship, goed voor plaatsing voor de play-offs. Het lukte de eerste keer niet om te promoveren, maar in 202/21 wel. Jensen wisselde tijdens zijn eerste jaar in de Premier League basisplaatsen en invalbeurten af. Hij stond in 2022/23 in 37 van de 38 speelronden aan de aftrap.

## Clubstatistieken
| Seizoen        | Club            | Competitie       | Competitie | Competitie | Beker | Beker | Internationaal | Internationaal | Totaal | Totaal |
| Seizoen        | Club            | Competitie       | Wed.       | Dlp.       | Wed.  | Dlp.  | Wed.           | Dlp.           | Wed.   | Dlp.   |
| -------------- | --------------- | ---------------- | ---------- | ---------- | ----- | ----- | -------------- | -------------- | ------ | ------ |
| 2015/16        | FC Nordsjælland | Superligaen      | 5          | 1          | 0     | 0     | —              | —              | 5      | 1      |
| 2016/17        | FC Nordsjælland | Superligaen      | 22         | 2          | 0     | 0     | —              | —              | 22     | 2      |
| 2017/18        | FC Nordsjælland | Superligaen      | 35         | 12         | 1     | 0     | —              | —              | 36     | 12     |
| 2018/19        | FC Nordsjælland | Superligaen      | 1          | 0          | 0     | 0     | 1              | 0              | 2      | 0      |
| 2018/19        | Celta de Vigo   | Primera División | 6          | 0          | 0     | 0     | —              | —              | 6      | 0      |
| 2019/20        | Brentford       | Championship     | 39         | 1          | 1     | 0     | —              | —              | 40     | 1      |
| 2020/21        | Brentford       | Championship     | 45         | 2          | 5     | 0     | —              | —              | 50     | 2      |
| 2021/22        | Brentford       | Premier League   | 31         | 0          | 4     | 0     | —              | —              | 35     | 0      |
| 2022/23        | Brentford       | Premier League   | 37         | 5          | 2     | 0     | —              | —              | 39     | 5      |
| 2023/24        | Brentford       | Premier League   | 32         | 3          | 4     | 1     | —              | —              | 36     | 4      |
| 2024/25        | Brentford       | Premier League   | 16         | 0          | 3     | 0     | —              | —              | 19     | 0      |
| Carrièretotaal | Carrièretotaal  | Carrièretotaal   | 269        | 26         | 20    | 1     | 1              | 0              | 290    | 37     |

Bijgewerkt t/m 1 april 2025.

## Interlandcarrière
Jensen maakte deel uit van alle Deense nationale jeugdselecties vanaf Denemarken –18. Hij nam met Denemarken –21 deel aan zowel het EK –21 van 2017 als het EK –21 van 2019. Jensen maakte op 7 oktober 2020 zijn debuut in het Deens voetbalelftal. Bondscoach Kasper Hjulmand gaf hem toen een basisplaats in een met 4–0 gewonnen oefeninterland tegen Faeröer. Hij had zes interlands achter zijn naam staan toen Hjulmand hem ook meenam naar het EK 2020. Hierop viel hij tijdens alle zes de wedstrijden van de Denen in. De dag van zijn eerste invalbeurt ging de geschiedenis als die waarop zijn ploeggenoot Christian Eriksen een hartstilstand kreeg op het veld. Jensen kwam erin als zijn vervanger. Hjulmand nam Jensen ook op in de Deense selectie voor het WK 2022. Hierop viel Jensen in tegen Tunesië en kreeg hij een basisplaats tegen Australië. Hij werd op 30 mei 2024 door Hjulmand opgenomen in de Deense selectie voor het EK 2024 in Duitsland. Denemarken speelde in de groepsfase gelijk Slovenië, Engeland en Servië, waarna het in de achtste finales werd uitgeschakeld door gastland Duitsland (2–0). Jensen kwam op het toernooi niet in actie.